# Андон Журка
Андон Журка или Журката (на гръцки: Αντώνιος Ζούρκος, Андониос Зуркос) е гръцки революционер, участник в Гръцката война за независимост.

## Биография
Андон Журката е роден във влашкото македонско село Невеска. Заедно с по-големия си брат Васил, заминават в началото на XIX век в Солун, където се занимават с търговия и скоро придобиват голямо състояние. Двамата братя са основни дейци на елинизма в града и се включват активно в подготовката на революцията, която се провежда от члена на Филики Етерия Христодулос Баланос. При избухването на Гръцкото въстание в 1821 година, по време на опустошаването на града от османците и кланетата на старейшините на селата през май, Андон Журката е арестуван и заклан. Цялото му имущество е конфискувано. Негов наследник е Васил Журка.